# SM-102
SM-102 je ionizovatelný aminolipid, který je v kombinaci s dalšími lipidy používán k přípravě lipidových nanočástic. Pokud je přidána například luciferázová mRNA, takto vytvořené nanočástice po přidání k myším hepatocytům indukují tvorbu tohoto hmyzího enzymu. SM-102 byla použita i k přípravě mRNA vakcín. SM-102 je součástí vakcíny proti COVIDu Moderna.
S látkou SM-102 je spojena nepravdivá zpráva, která přičítá této látce v dávce, která je ve vakcíně, závažná zdravotní rizika.